# 能化
能化（のうげ、のうけ）は、仏教用語。
僧侶社会において長老、学頭などの指導者、先生、師範のような存在を呼ぶ。学問上の指導者としての側面が濃い。
また、師として人を教え導く者。衆生を教化する仏、菩薩などをいう。

## 語源
能く化すということ。「化」とは教える、指導するという意味。衆生を教化する存在。

## 浄土真宗本願寺派の能化職
浄土真宗本願寺派の西本願寺では、門主・良如の時代に僧侶の教育機関である学寮（後に学林）が設けられ、その学長として能化職が置かれ、学生は所化（しょけ）と呼ばれた。以後、能化職は約150年間続いたが、第7代能化・智洞の時に三業惑乱と呼ばれる混乱を招いたことから、本願寺は能化職を1807年（文化4年）に廃止し、1824年（文政7年）に任期1年の勧学職を置いた。なお、本願寺派は学寮・学林を龍谷大学の前身とし、歴代能化を学長相当とみなしている。
- 准玄 - 史料により能化とみなす。龍谷大学は歴代学長の一人と見なしている。龍谷大学所蔵の「能化講主勧学名帖」では准玄を「講僧」とし、西吟を初代能化としている[4]。
- 西吟 - 初代能化
- 知空 - 第2代能化
- 若霖 - 第3代能化
- 法霖 - 第4代能化
- 義教 - 第5代能化
- 功存 - 第6代能化
- 智洞 - 第7代能化

## その他
- 高野山の宝性院、無量寿院で門主などとも言う
- 真言宗豊山派の管長を能化という。